# 衛輝路

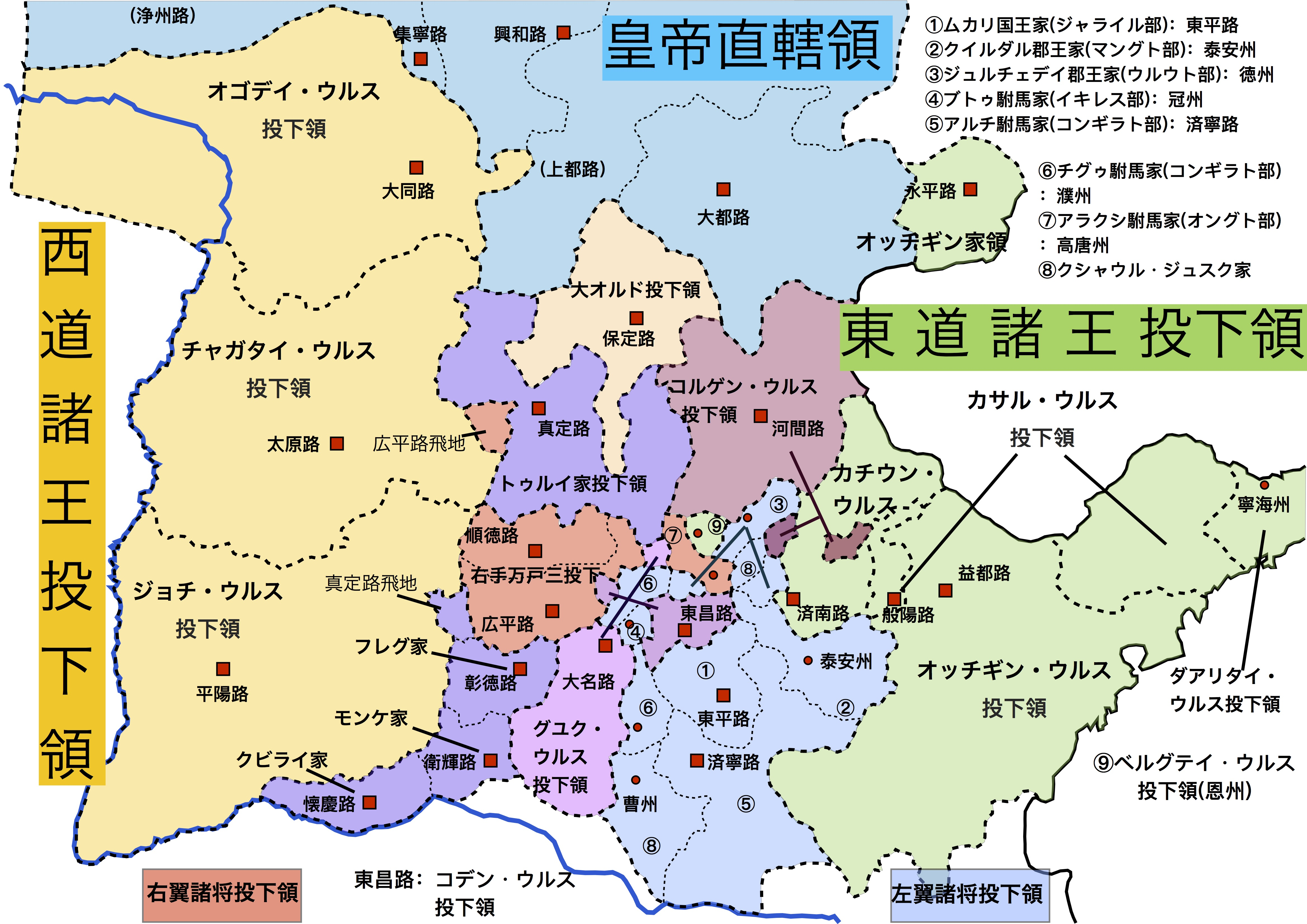
モンゴル時代の華北投下領。衛輝路は下部に位置する。

衛輝路（えいきろ）は、中国にかつて存在した路。モンゴル帝国および大元ウルスの時代に現在の河南省北部一帯に設置された。
モンゴル帝国第4代皇帝モンケを始祖とするモンケ王家の投下領であった。

## 歴史
唐代の衛州、金代の河平軍を前身とする。クビライが第5代皇帝として即位した1260年（中統元年）に総管府に昇格となり、録事司が設置された。1266年（至元3年）には府から路に昇格となり、あわせてモンケの子のアスタイの投下領（実質的にはモンケ一族全体の投下領）に設定された。なお、この年はカイドゥの乱が勃発した年でもあり、衛輝路の設置はかつて帝位継承戦争で敵対したモンケ一族を自勢力に留めるための懐柔策という側面があったと考えられている。
1268年（至元5年）にはアスタイの庶弟のシリギが河平王に封ぜられたが、これはシリギがモンケ家の当主になった（＝衛輝路の投下領を得た）ことを示すものであり、「河平王」という王号も衛輝路の旧名（河平軍）に由来するものであった。しかし、シリギらモンケ家の王族は1276年（至元13年）にシリギの乱を起こして大元ウルスと敵対し、叛乱の失敗後はカイドゥ・ウルスに亡命したため、衛輝路の権益は棚上げの形となった。
その後、カイドゥ・ウルスの解体に伴ってモンケ家の王族が再び大元ウルスに降ると、アスタイ家のオルジェイがモンケ家の当主として投下領を差配するようになった。オルジェイは1305年（大徳9年）に衛安王、次いで1310年（至大3年）に衛王に封ぜられたが、これらの王号は衛輝路に由来するものであった。
しかし、オルジェイの子のチェチェクトゥがバヤンによって謀殺されてしまった頃からモンケ家は没落していき、1336年（後至元2年）に衛輝路を投下領として与えられた衛王コンチェクはモンケ家と関係のない人物であったとする説がある。
朱元璋による明朝の建国後、1368年（洪武元年）に衛輝路は傅友徳らによって攻略され、衛輝府と改められた。

## 管轄州県
衛輝路には録事司、4県、2州が設置されていた。

### 4県
- 汲県
- 新郷県
- 獲嘉県
- 胙城県

### 2州
- 輝州
- 淇州